# Helcostizus restaurator
Helcostizus restaurator là một loài tò vò trong họ Ichneumonidae.